# Mammea suriga
Mammea suriga är en tvåhjärtbladig växtart som först beskrevs av Buch.-ham. och William Roxburgh, och fick sitt nu gällande namn av André Joseph Guillaume Henri Kostermans. Mammea suriga ingår i släktet Mammea och familjen Calophyllaceae. Inga underarter finns listade i Catalogue of Life.